# Plectranthus
Plectranthus és un gènere d'angiospermes que pertany a la família de les lamiàcies. Aquest gènere està relacionat amb el gènere Solenostemon. Recorden pel seu aspecte els nostres Teucrium, però aquests són de l'hemisferi sud, i especialment abundants a l'Àfrica austral. Alguns dels noms que se li donen són orenga francesa, timó espanyol, menta mexicana, borratja índia o planta dels diners.
Diverses espècies són cultivades com a plantes ornamentals i d'altres com a verdures o tubercles comestibles, o també com a plantes medicinals. Algunes espècies de Plectranthus són aliment per a les larves de determinats lepidòpters com ara Ectropis crepuscularia.
És un gènere integrat per unes 250 espècies de plantes vivaces i subarbustives que provenen d'Àfrica, Malàisia i Austràlia. Hi ha nombrosos híbrids. Les espècies més comunes són: P. coleoides i P. oertendahlii.

## Descripció
Planta perennifolia amb fulles oposades, ovalades i d'un verd brillant. Les flors són bilabiades i tenen forma tubular, reunides en racims. El llabi inferior està notablement desenvolupat.

## Taxonomia
| - Plectranthus amboinicus - orenga francès - Plectranthus alloplectus - Plectranthus argentatus - Plectranthus barbatus - Plectranthus caninus - Plectranthus ciliatus - Plectranthus congestus - Plectranthus drosocarpus - Plectranthus edulis - Plectranthus ernstii - Plectranthus erubescens - Plectranthus esculentus - Plectranthus fimbriatus | - Plectranthus fruticosus - Plectranthus habrophyllus - Plectranthus madagascariensis - Plectranthus nitidus - Plectranthus omissus - Plectranthus parviflorus - Plectranthus rotundifolius - Plectranthus scutellarioides - Plectranthus ternatus - Plectranthus tomentifolius - Plectranthus torrenticola - Plectranthus verticillatus |

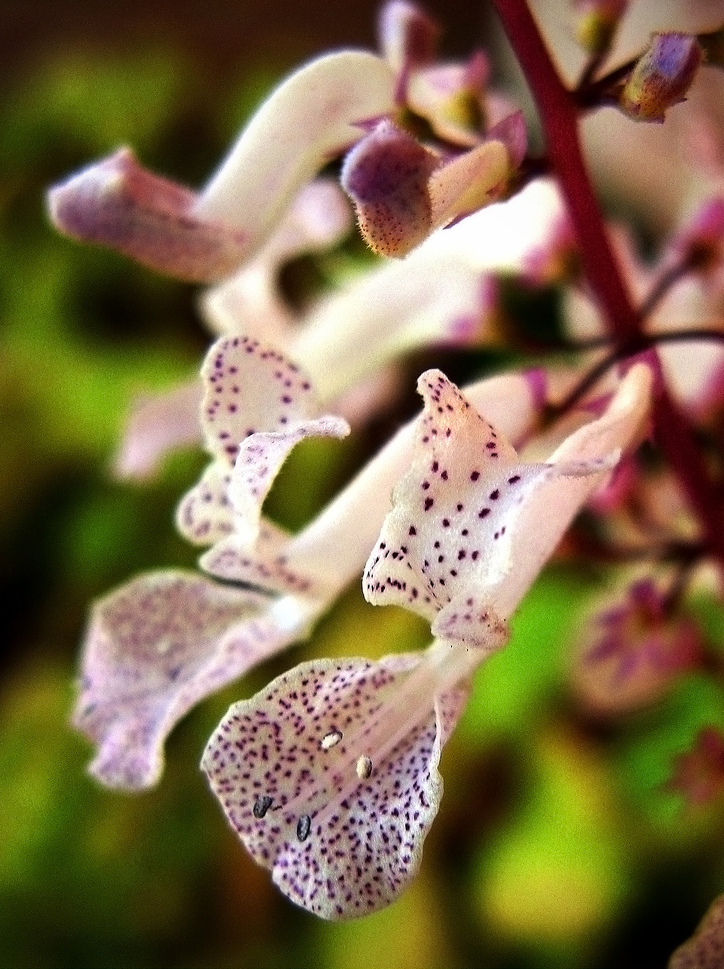
Detall de les flors (Plectranthus australis)

## Sinònims
| - Germanea Lam., Encycl. 2: 690 (1788). - Coleus Lour., Fl. Cochinch.: 372 (1790). - Solenostemon Thonn. in Schumach., Beskr. Guin. Pl.: 271 (1827). - Mitsa Chapel. ex Benth., Labiat. Gen. Spec.: 52 (1832). - Saccostoma Wall. ex Voigt, Hort. Suburb. Calcutt.: 449 (1845). - Majana Rumph. ex Kuntze, Revis. Gen. Pl. 2: 523 (1891). - Capitanya Schweinf. ex Gürke, Bot. Jahrb. Syst. 21: 105 (1893). - Englerastrum Briq., Bot. Jahrb. Syst. 19: 178 (1894). - Neomuellera Briq., Bot. Jahrb. Syst. 19: 180 (1894). | - Burnatastrum Briq. in H.G.A.Engler i K.A.E.Prantl, Nat. Pflanzenfam. 4(3A): 358 (1897). - Leocus A.Chev., J. Bot. (Morot) 22: 125 (1909). - Isodictyophorus Briq., Bull. Soc. Bot. France 61(8): 285 (1914 publ. 1917). - Briquetastrum Robyns i Lebrun, Ann. Soc. Sci. Bruxelles, Sér. B 49: 102 (1929). - Holostylon Robyns & Lebrun, Ann. Soc. Sci. Bruxelles, Sér. B 49: 103 (1929). - Perrierastrum Guillaumin, Bull. Mus. Natl. Hist. Nat., II, 2: 692 (1930). - Ascocarydion G.Taylor, J. Bot. 69(Suppl. 2): 162 (1931). - Neohyptis J.K.Morton, J. Linn. Soc., Bot. 58: 258 (1962). - Calchas P.V.Heath, Calyx 5: 160 (1997) |

## Cultiu
S'ha de situar en zones semiombrejades i pot viure en l'exterior sempre que la temperatura no baixa dels 18/20 °C. No resisteix el fred, la temperatura ha de ser superior als 15 °C.
Viu bé en els compostos de terra que venen ja preparats. És convenient realitzar les plantacions en primavera. Durant la mateixa i fins al final de l'estiu és convenient afegir-li un adob mineral amb el reg cada 15 dies. Aquests seran més abundants en estiu i escassos a l'hivern.
Se multiplica fàcilment per esqueixos des de finals de primavera fins al final de l'estiu. També per divisió de la soca en el cas que calga canviar-la de test.

## Galeria

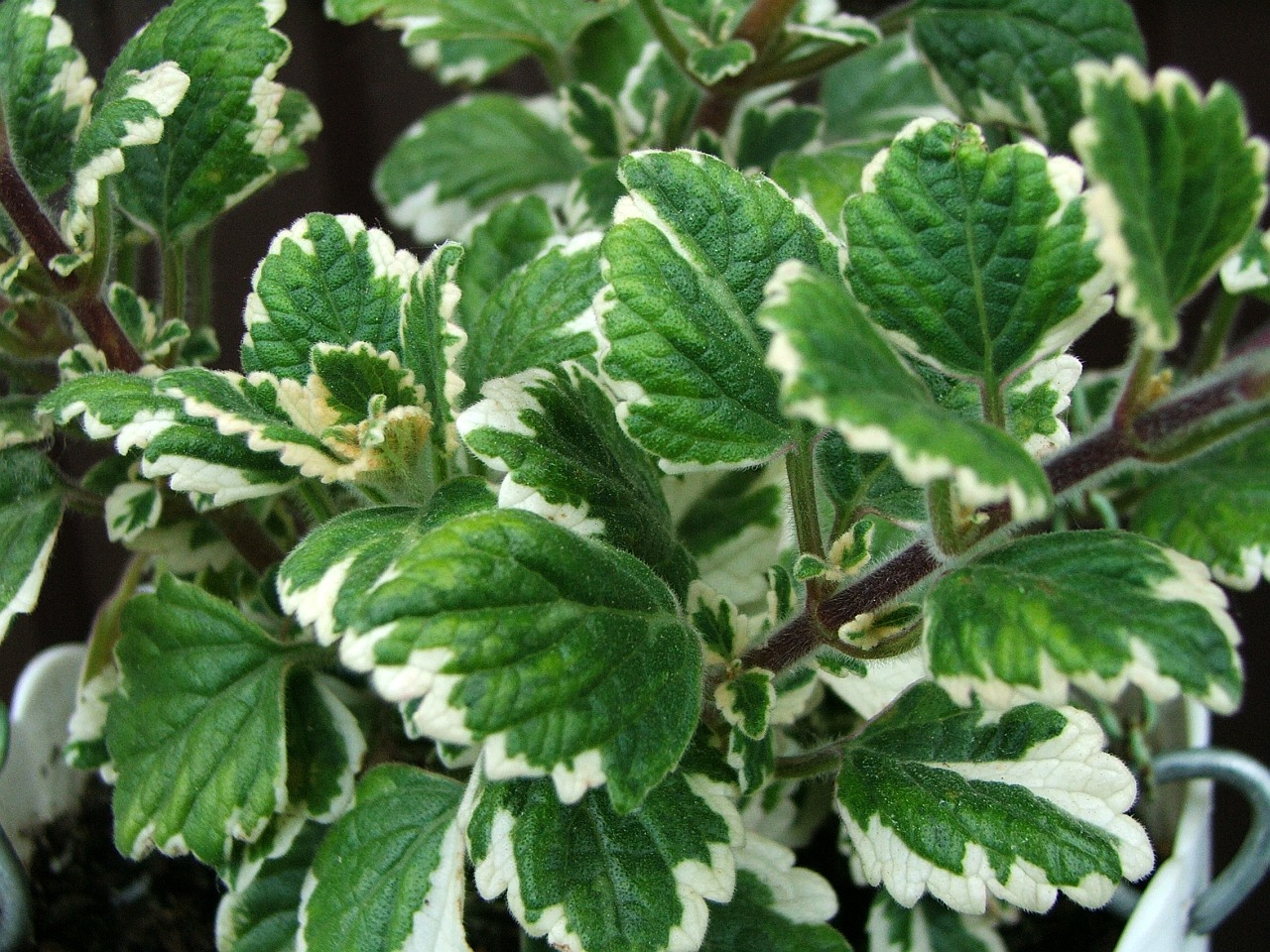
Plectranthus coleoides
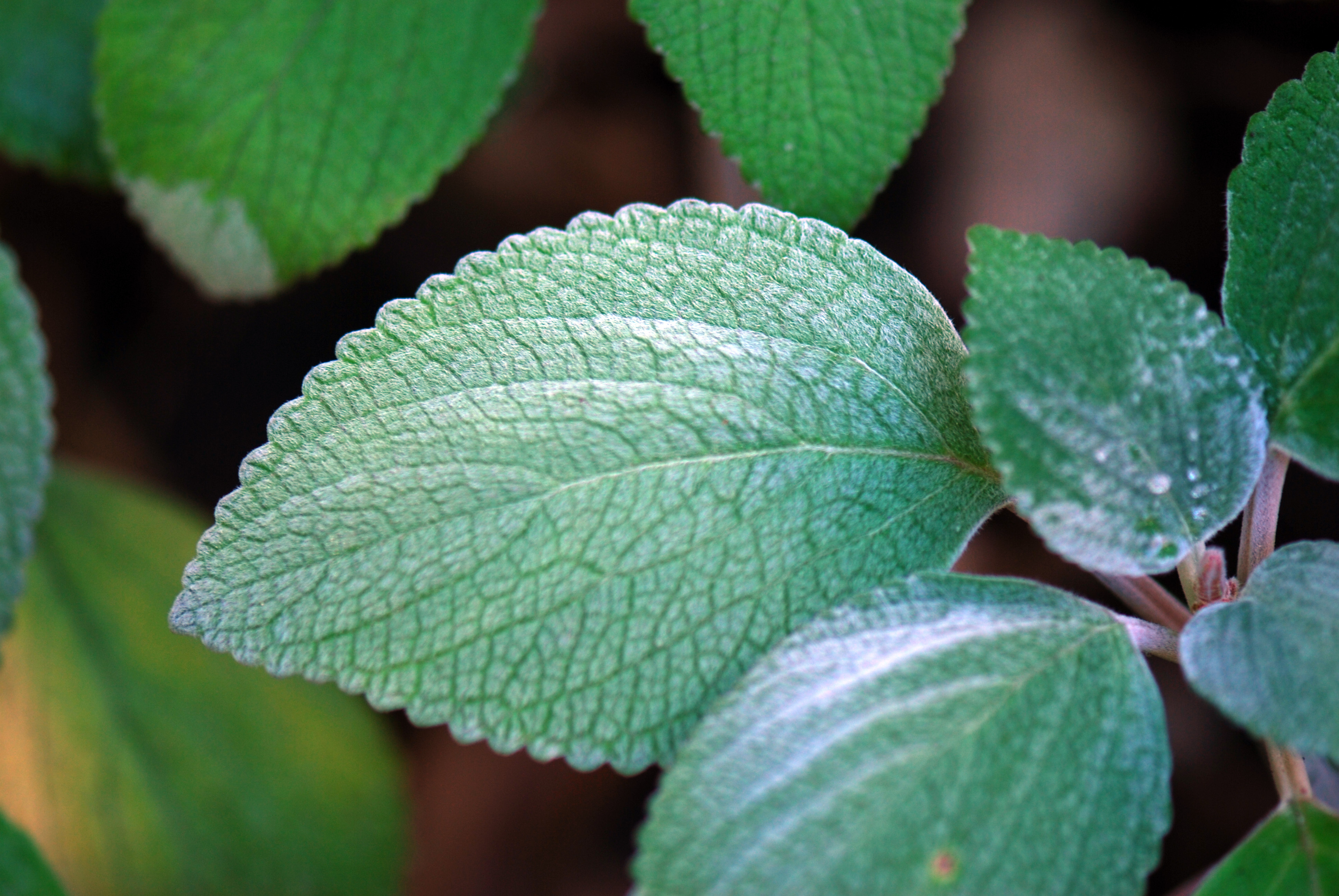
Detall de les fulles de Plectranthus argentatus
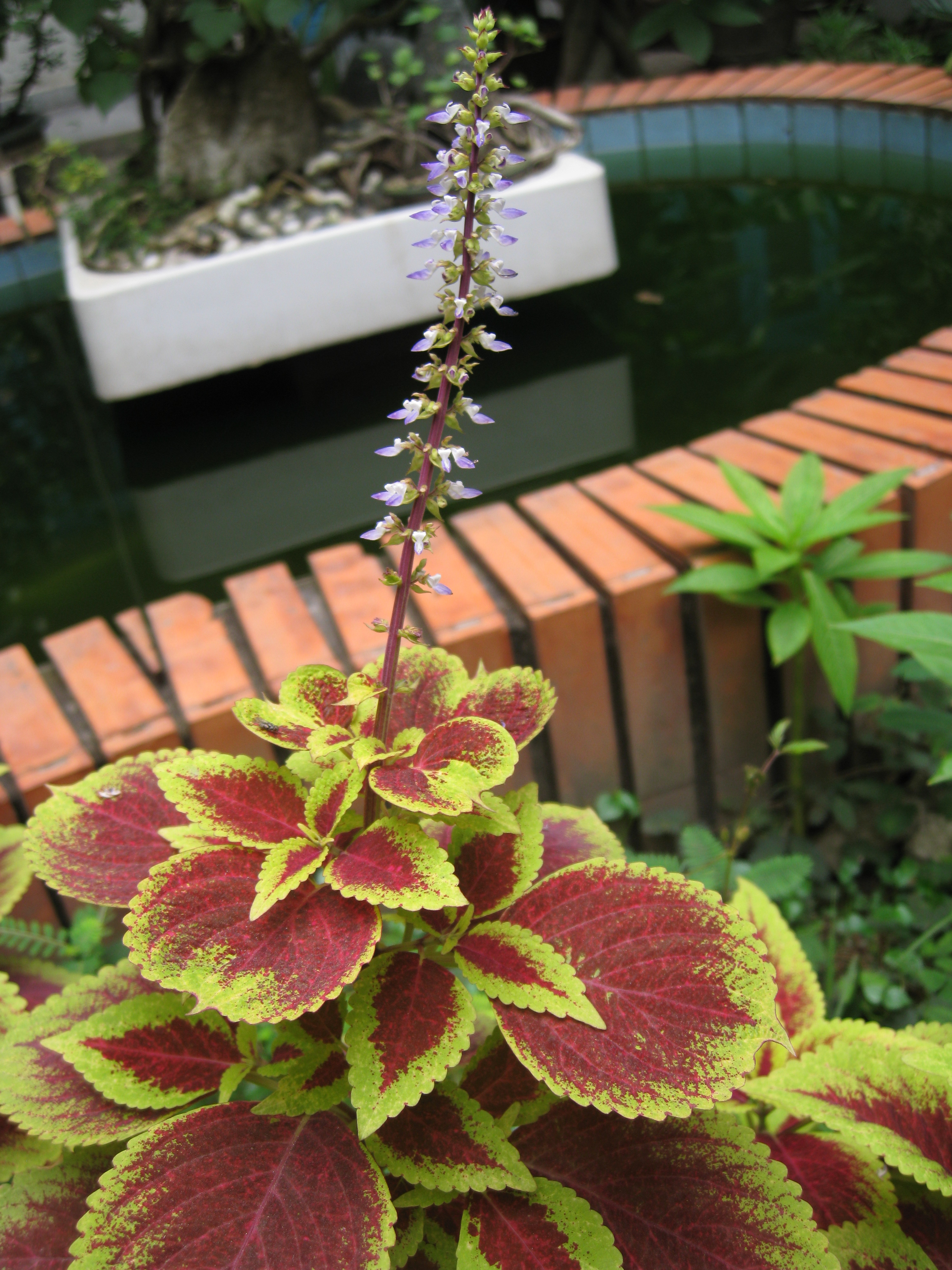
Plectranthus scutellarioides
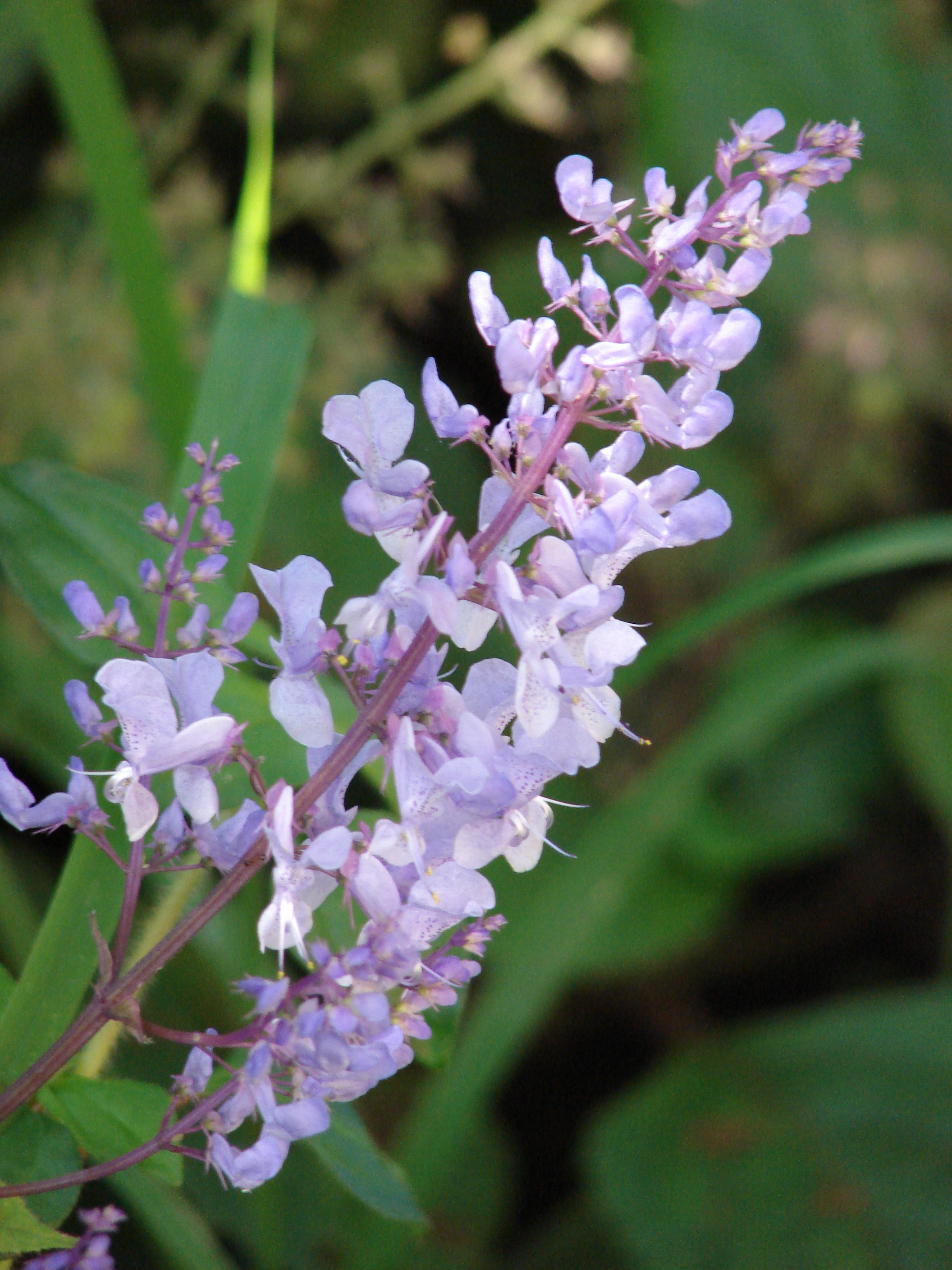
Detall de la inflorescència (Plectranthus fruticosus)